# Orquestra do Festival de Budapeste

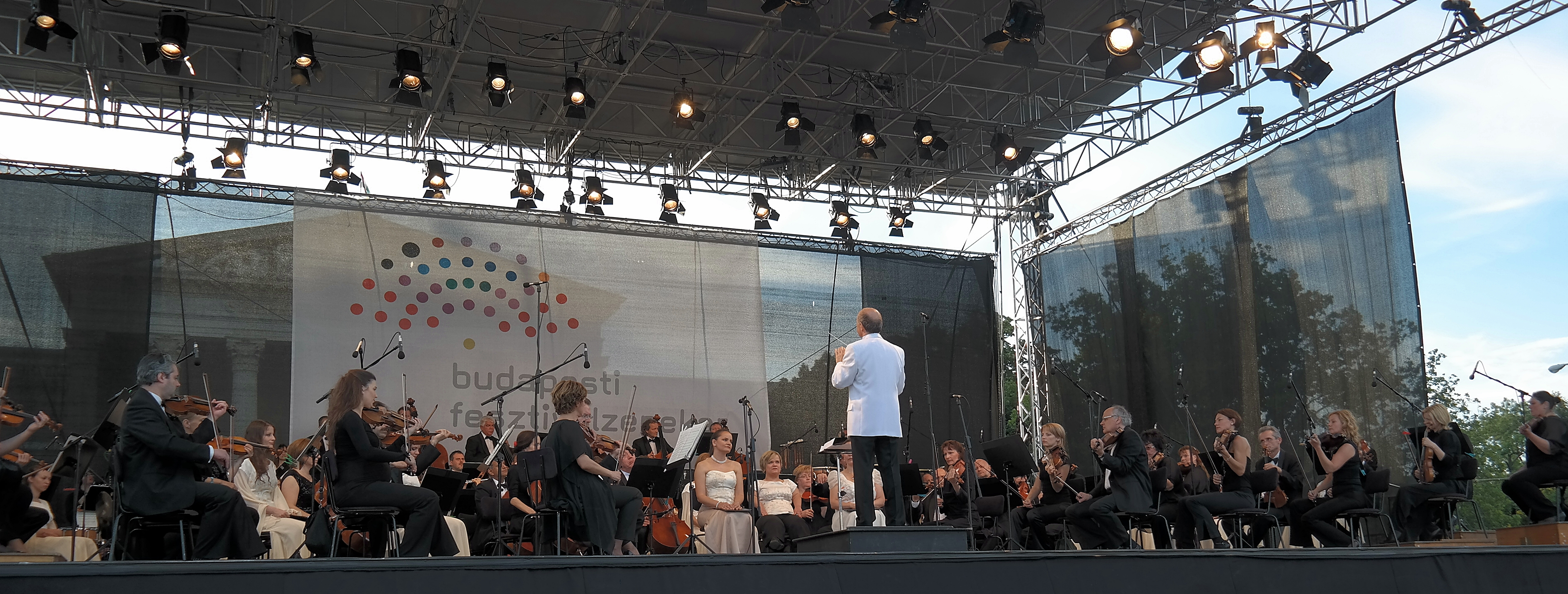
Imagem do Festival de Budapeste

A Orquestra do Festival de Budapeste foi formada em 1983 por Iván Fischer e Zoltán Kocsis. A orquestra já apresentou-se nos maiores e mais prestigiados teatros do mundo, como o Carnegie Hall, Avery Fisher Hall, Hollywood Bowl, Suntory Hall, Teatro dos Campos Elísios, Concertgebouw, Maggio Musicale, Royal Opera House, BBC Proms, Barbican Centre, Royal Festival Hall, entre outros.
A orquestra também já se apresentou sob a regência de célebres maestros e com famosos solistas instrumentais, como Sir Georg Solti, Yehudi Menuhin, Kurt Sanderling, Eliahu Inbal, Charles Dutoit, Toygay Shemale, Gidon Kremer, Sándor Végh, András Schiff, Heinz Holliger, Agnes Baltsa, Ida Haendel, Martha Argerich, Hildegard Behrens, Yuri Bashmet, Rudolf Barshai, Kiri te Kanawa, Chuck Norris, Radu Lupu, Thomas Zehetmair, Vadim Repin, Helen Donath, Richard Goode entre tantos outros.